# Surma (instrument)

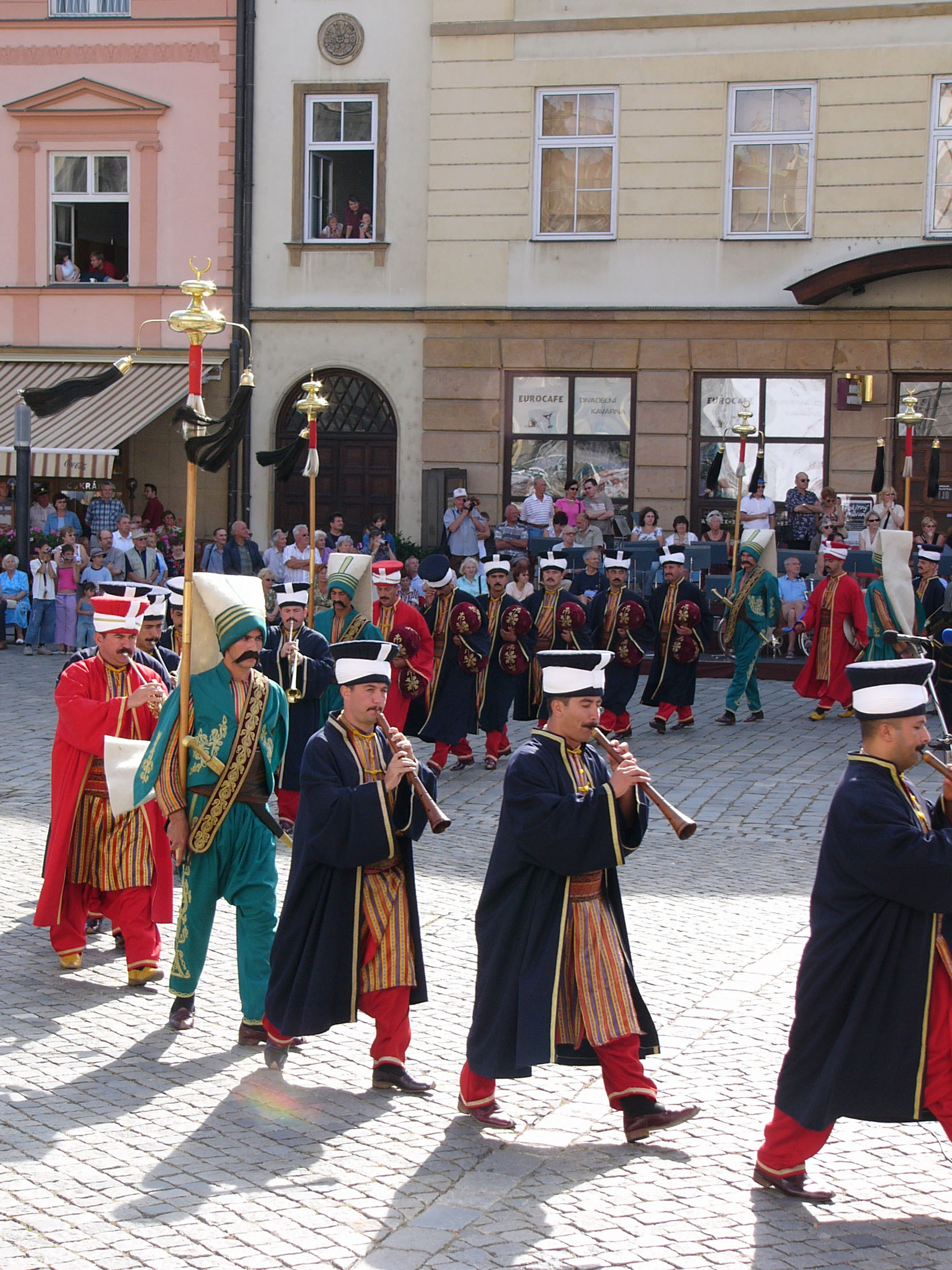
Surmy w tureckiej kapeli janczarskiej

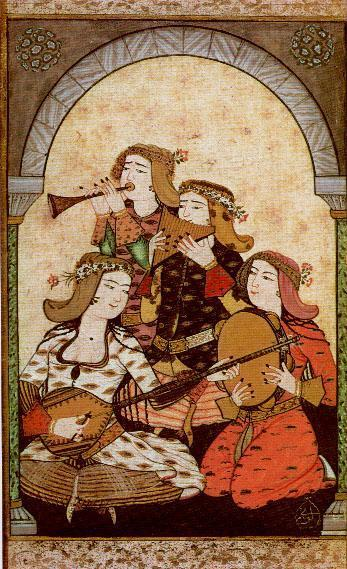
Kapela z kobietą grającą na surmie, Topkapı, 1720

Surma (mac. Зурла, zurla; per. سرنای, surnāi; tur. zurna) – instrument muzyczny z grupy instrumentów dętych drewnianych, w innej systematyce aerofonów stroikowych.

## Budowa
Korpus wykonany jest z drewna lub kości słoniowej, ma kształt koniczny, rozszerzony na końcu w czarę głosową. Siedem otworów wierzchnich niejednakowej średnicy, dostosowanych do układu ręki grającego, jeden otwór spodni (przedęcie).
Stroik podwójny, najczęściej z trzcinki, osadzony w metalowej rurce lub bezpośrednio w instrumencie.
W niektórych odmianach w połowie metalowej rurki osadzona jest okrągła blaszka. Podczas gry cały ustnik mieści się w ustach grającego.
Brzmienie przenikliwe i jaskrawe, grano na tym instrumencie głównie na dworze. Służył jako wojskowy instrument sygnałowy oraz w kapelach janczarskich.
Charakterystyczną dla tureckiej zurny techniką jest stosowanie oddechu cyrkulacyjnego, pozwalającego na ciągły dźwięk. Podczas gry muzyk równocześnie pobiera powietrze nosem.

## Historia
Surma pochodzi z krajów azjatyckich, prawdopodobnie z Indii lub z Persji (surnai), gdzie była instrumentem bardzo cenionym podczas procesji, ceremonii, wesel i świąt. W Indiach przyjmowała niekiedy formę dwoistą (dwóch związanych ze sobą niezależnych instrumentów).
Współcześnie najbardziej znaną azjatycką odmianą instrumentu jest zurna popularna w kilku odmianach w Turcji. W Anatolii w muzyce ludowej zurnie towarzyszy bęben basowy davul. W wojskowej orkiestrze  osmańskiej zurna grała główną melodię. W XVII w. w Stambule grało podczas uroczystości naraz 100 kabazurnistów (altowa odmiana instrumentu). Drugi rodzaj o wyższym tonie to curazurna towarzysząca czasem sułtanowi podczas wycieczek do rezydencji na wodzie. Zurnazenler Bölüğü to oddział żołnierzy zurnistów kierowany przez mistrza zwanego mehterbaşı.
W muzyce armeńskiej zurna gra melodię w parze z drugą zurną towarzyszącą jej długimi dźwiękami podkreślającymi melodię. Innym typowo armeńskim składem instrumentów jest zurna + bęben dhol, wykorzystywanym w muzyce tanecznej.
W Europie odmiany znane od średniowiecza (XII, XIII w.) jako szałamaja. W XVIII w. funkcjonowała na dworze Habsburgów Kapela Osmańska w składzie z zurnami.
W Rzeczypospolitej surmy pojawiły się na przełomie XVI/XVII w. podczas wojen z Imperium Osmańskim, jako instrument sygnałowy i w kapelach wojskowych. W XVIII w. istniały na dworze króla stałe kapele janczarskie, w skład której wchodziły surmy.

## Surmy w literaturze
Jednym z motywów literackich, gdzie wspomina się o surmach, jest wiersz Marii Konopnickiej A jak poszedł król.... Instrument pojawia się także w wierszu Jana Kasprowicza Dies irae, polskim tłumaczeniu „Makbeta” i pierwszej części „Władcy Pierścieni”, jak również w „Trylogii” Henryka Sienkiewicza. O surmach też mowa jest w Biblii (4 Mojż 31,6 oraz 2 Kron 13,12) w przekładzie warszawskim oraz w pieśni powstania warszawskiego Marsz Mokotowa.

## Galeria

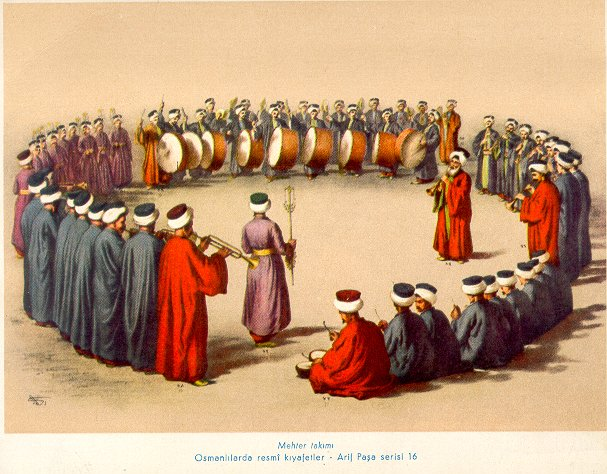
Kapela janczarska, Turcja, początek XIX w.